# Cyrtopogon profusus
Cyrtopogon profusus is een vliegensoort uit de familie van de roofvliegen (Asilidae). De wetenschappelijke naam van de soort is voor het eerst geldig gepubliceerd in 1877 door Osten-Sacken.